# Comté de Sherman (Nebraska)
Pour les articles homonymes, voir Comté de Sherman et Sherman.
Le comté de Sherman est un comté de l'État du Nebraska, aux États-Unis. Son siège est la ville de Loup City.